# Jamaal Lascelles
Jamaal Lascelles (Derby, 11 de novembro de 1993) é um jogador de futebol inglês que atua como zagueiro e também é o capitão do clube Newcastle.
Lascelles já jogou pelas categorias sub-18 até sub-21 pela seleção inglesa.

## Carreira

### Nottingham Forest
Nascido em Derby, começou sua carreira pelo Nottingham Forest. Em janeiro de 2011, o clube rejeitou uma oferta do Arsenal por ele. Jogou pelo time principal pela primeira vez na derrota para o Burnley por 2-0 em 31 de janeiro de 2012.

#### Stevenage
Em março de 2012, jogou pelo clube da League One por empréstimo até o final da temporada. Sua primeira partida pelo clube se deu na vitória fora de casa sobre o Yeovil Town em 14 de abril de 2012 por 6-0. Marcou o quarto gol da equipe e ainda assistiu um companheiro para outro. Terminou a sua breve passagem com nove aparições e um gol marcado.

#### Retorno ao Nottingham
Em 7 de agosto daquele mesmo ano, assinou um contrato de quatro anos. Atuou 29 vezes pelo clube na temporada 2013-14.

### Newcastle United
Transferiu-se para os Magpies em 9 de agosto de 2014 juntamente com Karl Darlow. Ambos foram emprestados para o Nottingham Forest até o fim da temporada, como parte do acordo.
Retornando ao Newcastle foi importante na vitória sobre o Northampton Town na Copa da Liga. Seu debut na Premier League ocorreu na derrota por 6-1 para o Manchester City. Enfrentou problemas para começar como titular na equipe, só conseguindo contra o Watford no dia 23 de janeiro de 2016. Na oportunidade, assinalou o gol de seu time na derrota por 2-1. Questionou o desleixo e queda anímica do grupo após mais uma derrota, desta vez por 3-1 para o Southampton em 11 de abril. Com as lesões de Chancel Mbemba e Fabricio Coloccini, ganhou oportunidades com Rafa Benitez. Fez o segundo gol da equipe contra o Swansea na vitória de 3-0. Apesar de 18 aparições na liga, não conseguiu evitar o rebaixamento de sua equipe.
Benitez o escolheu como capitão da equipe em agosto da temporada seguinte. Se impôs na campanha dos Magpies na Championship League e subiram para Premier League enfim.
No dia 27 de fevereiro de 2021, marcou o gol de empate na partida em casa contra o Wolverhampton.

## Estatísticas da carreira
Atualizado até 12 de agosto de 2023.
| Clubes                 | Temporada         | Liga              | Liga | Liga | FA Cup | FA Cup | Copa da Liga | Copa da Liga | Outros | Outros | Total | Total |
| Clubes                 | Temporada         | Divisão           | J    | Gols | J      | Gols   | J            | Gols         | Jogos  | Gols   | J     | Gols  |
| ---------------------- | ----------------- | ----------------- | ---- | ---- | ------ | ------ | ------------ | ------------ | ------ | ------ | ----- | ----- |
| Nottingham Forest      | 2011–12           | Championship      | 1    | 0    | 0      | 0      | 0            | 0            | —      | —      | 1     | 0     |
| Nottingham Forest      | 2012–13           | Championship      | 2    | 0    | 0      | 0      | 1            | 0            | —      | —      | 3     | 0     |
| Nottingham Forest      | 2013–14           | Championship      | 29   | 2    | 3      | 0      | 2            | 1            | —      | —      | 34    | 3     |
| Nottingham Forest      | 2014–15           | Championship      | 26   | 1    | 0      | 0      | 2            | 0            | —      | —      | 28    | 1     |
| Nottingham Forest      | Total             | Total             | 58   | 3    | 3      | 0      | 5            | 1            | —      | —      | 66    | 4     |
| Stevenage (empréstimo) | 2011–12           | League One        | 7    | 1    | —      | —      | —            | —            | 2      | 0      | 9     | 1     |
| Newcastle United       | 2015–16           | Premier League    | 18   | 2    | 1      | 0      | 2            | 0            | —      | —      | 21    | 2     |
| Newcastle United       | 2016–17           | Championship      | 43   | 3    | 1      | 0      | 3            | 0            | —      | —      | 47    | 3     |
| Newcastle United       | 2017–18           | Premier League    | 33   | 3    | 2      | 0      | 0            | 0            | —      | —      | 35    | 3     |
| Newcastle United       | 2018-19           | Premier League    | 32   | 0    | 2      | 0      | 0            | 0            | —      | —      | 34    | 0     |
| Newcastle United       | 2019-20           | Premier League    | 24   | 1    | 5      | 0      | 0            | 0            | —      | —      | 29    | 1     |
| Newcastle United       | 2020-21           | Premier League    | 19   | 2    | 1      | 0      | 1            | 1            | —      | —      | 21    | 3     |
| Newcastle United       | 2021-22           | Premier League    | 26   | 1    | 0      | 0      | 1            | 0            | —      | —      | 27    | 1     |
| Newcastle United       | 2022-23           | Premier League    | 7    | 0    | 1      | 0      | 3            | 1            | —      | —      | 11    | 1     |
| Newcastle United       | Total             | Total             | 202  | 12   | 13     | 0      | 10           | 2            | —      | —      | 225   | 14    |
| Total na carreira      | Total na carreira | Total na carreira | 267  | 16   | 16     | 0      | 15           | 3            | 2      | 0      | 300   | 19    |

## Honras
Newcastle United
- EFL Championship: 2016-17[19]

Individual
- PFA Team of the Year: 2016-17 Championship[21]